# Maskenteichhuhn
Das Maskenteichhuhn (Porphyriops melanops; Syn. Rallus melanops, Gallinula melanops, Fulica crassirostris) ist eine Vogelart aus der Familie der Rallen (Rallidae), die in Kolumbien, Peru, Brasilien, Bolivien, Paraguay, Uruguay, Argentinien und Chile vorkommt. Der Bestand wird von der IUCN als nicht gefährdet (Least Concern) eingeschätzt.

## Merkmale
Das Maskenteichhuhn erreicht ein Körpergewicht von 154 bis 225 g bei einer Körperlänge von etwa 22 bis 30 cm. In der Form ähnelt es mehr den Purpurhühner, als den Teichrallen. Dabei ist es aber etwas größer. Es besteht kein Geschlechtsdimorphismus. Es hat ein schwarzes Gesicht, einen grauen und olivfarbene Körper, stark weiß gefleckte Flanken und markante weiße Unterschwanzdecken. Der kräftige Schnabel ist limettengrün, das Stirnschild grün bis blass bläulich grün und die Beine und Füße grünlich. Einzigartig in der Gattung sind die gelappten Zehen. Auf dem Wasser bewegt es sich mit flachem Rücken und kaum erhobenem Hinterende. Das Stirnschild kann außerhalb der Brutzeit matter wirken. Jungtiere sind einheitlich olivbraun, unten blasser und haben ziemlich blasse Flankenflecken.

## Lautäußerungen
Der Ruf des Maskenteichhuhns ist häufig ein hohles Gackern, das in einem plötzlichen Ausbruch eines hysterisch ähnelnden Gelächters enden kann. Die Töne beginnen laut und lang und werden kurz und hastig, wenn sie verklingen. Die Rufe erklingen hauptsächlich abends.

## Fortpflanzung
Das Maskenteichhuhn brütet in Kolumbien hauptsächlich von Februar bis Juni, kann aber auch in anderen Jahreszeiten vorkommen. In Chile ist der Frühling von Oktober bis November die Brutsaison. In Südostbrasilien scheint die Brutzeit verlängert, da gefiederte Junge mit Altvögeln von Mitte Oktober bis März gesichtet wurden. Aus Argentinien werden von Bruten von Oktober bis Januar berichtet. Das Nest wird im Schilf oder auf feuchtem Boden gebaut, also knapp über dem Wasser, anstatt schwimmend. Es besteht aus trocknen Binsen, die auch zur Bildung von Halbkuppeln verwendet werden. In Zentralchile wurde ein Nest aus Schilf gebaut, das halb freistehend an einem umgestürzten Stamm der Akazienart Vachellia caven befestigt war und halb schwamm. Ein Gelege besteht aus vier bis acht Eiern. Die Küken werden als schwarzbraun beschrieben.

## Verhalten und Ernährung
Das Maskenteichhuhn ernährt sich hauptsächlich schwimmend. Dabei sucht es seine Nahrung in schwimmender Vegetation und manchmal aus dem Wasser. Es läuft selten auf der Sumpfvegetation oder an Land. Normalerweise ist es auffällig und leicht zu sehen. Genauere Angaben zur Art der Nahrung liegen bisher nicht vor.

## Verbreitung und Lebensraum

Verbreitungsgebiet (grün) des Maskenteichhuhns

Das Maskenteichhuhn bevorzugt Teiche, Gräben, Sümpfe, Lagunen und Seeufer mit oft ausgedehnter Schwimmblattvegetation. Es kommt auch in Feuchtsavannen und entlang von Flüssen mit häufigem dichtem Schilf vor. Es bewegt sich in den gemäßigten Zonen. Im Tiefland Argentiniens ist es in Höhenlagen bis zu 750 Meter präsent. In den östlichen Anden Kolumbiens kommt es in Höhenlagen von 2000 bis 3000 Meter vor.

## Migration
Das Zugverhalten des Maskenteichhuhns ist wenig erforscht. In Cabo San Antonio im Osten Argentiniens wurden die Vögel erstmals im September gesichtet und waren Ende Mai verschwunden. Im Südosten Brasiliens gelten sie als Standvogel.

## Unterarten
Es sind folgende Unterarten bekannt:
- Porphyriops melanops bogotensis Chapman, 1914[3] kommt in Zentralkolumbien vor. Die Farbe der Achselfedern sind weiß.[1]
- Porphyriops melanops crassirostris (Gray, JE, 1829)[4] ist in Argentinien und Chile verbreitet. Die Achselfedern sind gebändert wie in der Nominatform, doch ist die Unterart kleiner. Der Schnabel ist etwas dicker als in der Nominatform.[1]
- Porphyriops melanops melanops (Vieillot, 1819)[5] kommt von Peru über das östliche Bolivien, das östliche Brasilien, Uruguay, Paraguay und das nordöstliche Argentinien vor.

## Etymologie und Forschungsgeschichte
Die Erstbeschreibung des Maskenteichhuhns erfolgte 1819 durch Louis Pierre Vieillot unter dem wissenschaftlichen Namen Rallus melanops. Als Verbreitungsgebiet gab er Paraguay an, basierend auf Ypacabá del cara negra von Félix de Azara. 1845 führte Jacques Pucheran die für die Wissenschaft neue Gattung Porphyriops für P. m. crassirostris ein. Dieser Name ist ein Wortgebilde aus lateinisch porphyrio („Sumpfhuhn, Teichhuhn“; von altgriechisch πορφυρίων porphyríōn „Wasserhuhn“, dieses zu πορφύρα porphyra „Purpur, purpurn“) und ωψ ōps („Aussehen“). Der erste Teil bezieht sich auf die Gattung Porphyrio. Der Artname melanops stammt von μελας melas („schwarz“, griechischer Genitiv μελανος melanos) und erneut ωψ ōps ab. Bogotensis bezieht sich auf Bogotá. Schließlich hat crassirostris seinen Ursprung in den lateinischen Wörtern crassus („dick, schwer“) und -rostris („-schnäblig“, zu rostrum „Schnabel“). Alfred Laubmann hatte für sein Werk Die Vögel von Paraguay keinen Balg zur Verfügung. In der Literatur sah er nur in Azara und am Río Pilcomayo durch John Graham Kerr Nachweise für das Land. Über die Unterschiede zwischen der Nominatform und P. m. crassirostris verwies er auf eine Publikation von Carl Eduard Hellmayr aus dem Jahr 1932.